# Gomphide
Ne doit pas être confondu avec les gomphidés
Taxons concernés
Dans la famille des Gomphidiaceae, les genres :
- Gomphidius
- Chroogomphusmodifier

Gomphide est un nom vernaculaire ambigu désignant en français plusieurs champignons. Il s'agit d'une francisation du genre latin Gomphidius, construit à partir du grec gomphos, le clou, en allusion à leur forme.

## Liste alphabétique
- Gomphide boréal – Gomphidius borealis[2]
- Gomphide cuivré – Chroogomphus rutilus[2]
- Gomphide glutineux – Gomphidius glutinosus[1]
- Gomphide helvétique – Chroogomphus helveticus[3]
- Gomphide maculé – Gomphidius maculatus[2]
- Gomphide noircissant – Gomphidius nigricans[2]
- Gomphide ocré – Chroogomphus ochraceus[2]
- Gomphide à pied jaune – Chroogomphus flavipes[2]
- Gomphide rose – Chroogomphus ochraceus[3]
- Gomphide vineux – Chroogomphus vinicolor[2]
- Gomphide visqueux – Chroogomphus rutilus[1]